# Dryopteris santae
Dryopteris santae là một loài dương xỉ trong họ Dryopteridaceae. Loài này được Catharinae Ros. mô tả khoa học đầu tiên năm 1906.
Danh pháp khoa học của loài này chưa được làm sáng tỏ. 